# Akoenk (Aragatsotn)
Akoenk (Armeens: Ակունք) is een dorp in de marzer (provincie) Aragatsotn in Armenië. Akoenk ligt 7 km ten noorden van de stad Talin en hemelsbreed 58 kilometer van de hoofdstad Jerevan. In 2001 telde het dorp 672 inwoners. De bewoners houden zich voornamelijk bezig met veeteelt en landbouw.
In de tijd van het Keizerrijk Rusland lag het dorp in de provincie Alexandropol van het Gouvernement Jerevan. In 1941/1946 werd het dorp hernoemd van Gozlu/Gyuzlu naar Akoenk.
Ten noorden van het dorp ligt de verwoeste kapel genaamd Surb Sargis, die wordt beschouwd als een bedevaartsoord.
Er zijn ook ruïnes rond het dorp van een Cyclopisch fort, "Berdi Kal". In 2002 zijn 15 monumenten (11 eenheden) opgenomen op de lijst met historische en culturele monumenten van het dorp Akoenk.